# Signal Electric Manufacturing Company
Signal Electric Manufacturing Company, vorher Menominee Electric Company, war ein US-amerikanisches Unternehmen.

## Unternehmensgeschichte
Henry Tideman gründete 1892 die Menominee Electric Company in Menominee in Michigan. Er stellte Ventilatoren her. Dazu kamen Elektromotoren, Telefone und weitere elektrische Geräte. 1902 entstand ein erster Prototyp eines Automobils. 1912 folgten Test mit einem motorisierten Fahrzeug für Kinder.
Ab 1913 sammelte Tideman Erfahrungen im Automobilbau, als sein zweites Unternehmen, die Dudly Tool Company, den Dudly Bug herstellte. Zwischen Juli 1915 und Ende 1915 entstanden auch in seinem Hauptunternehmen einige Personenkraftwagen. Der Markenname lautete Menominee. Geplant waren 150 Fahrzeuge. Die tatsächliche Zahl blieb geringer.
1919 erfolgte die Umfirmierung in Signal Electric Manufacturing Company. In den 1960er Jahren wurde das Unternehmen aufgekauft. Eine andere Quelle gibt dafür präzise 1964 an.

## Fahrzeuge
Alle Fahrzeuge, also die Prototypen und die Serienfahrzeuge, waren Elektroautos. Das Serienmodell hatte ein Fahrgestell mit 274 cm Radstand und einen Aufbau als zweisitziges Cabriolet. Angegeben waren 32 km/h Höchstgeschwindigkeit und 96 km Reichweite. Der Neupreis betrug 1250 US-Dollar inklusive einer Ladestation für die Batterien.